# Спас Елеазаровский
Спас Елеазаровский — псковская икона середины XIV века с изображением Христа Пантократора. Хранится в собрании Псковского музея-заповедника. 19 августа 2010 года передана на временное хранение в Спасо-Елеазаровский монастырь и помещена в соборе Трёх святителей.

## История иконы
Икона издревле почиталась как чудотворная. Согласно преданию, она была обретена в ноябре 1352 года на месте сгоревшего храма. Несколько веков икона находилась в Великопустынском Спасо-Преображенском мужском монастыре и была известна как «образ Спасителя из Великих Пустынь». В 1766 году этот монастырь был упразднён, и икона была передана в Спасо-Елеазаровский монастырь. В 1869 году настоятель Елеазаровского монастыря архимандрит Платон издал «Сказание о чудотворной иконе», основанное на древнем сборнике, хранящемся в монастыре.
В 1918 году из собора Трёх Святителей Спасо-Елеазаровского монастыря икона поступила в Псковский губернский музей. В 1926—1929 годах во Пскове работала комиссия Государственных центральных реставрационных мастерских под руководством Александра Анисимова. Комиссией икона была направлена в Москву, и в середине 1927 года была начата её реставрация. Икону освободили от драгоценного оклада XVII века, очистили от олифы и поновлений XVIII и XVI веков. В конце 1928 года икона была возвращена в музей.
19 августа 2010 года икона была передана во временное пользование Русской православной церкви и помещена в Спасо-Елеазаровский монастырь. Торжественная передача иконы состоялась в Троицком соборе Псковского кремля, икону патриарху Кириллу передал заместитель председателя Правительства России Александр Жуков. Для нахождения иконы в монастыре был изготовлен киот с системой поддержания температурно-влажностного режима, а музей застраховал её на 1 миллион евро. На портале государственных органов Псковской области транслируется изображение с веб-камеры с данными о влажности в киоте с иконой.
Против передачи иконы в пользование церкви высказалась заведующая реставрационным отделом Псковского музея-заповедника Наталья Ткачёва. По её мнению, «физическое состояние иконы „Спас Вседержитель“ исключает её использование в качестве предмета культа».

## Иконография
Икона имеет небольшие размеры — 46 на 31,5 см и, вероятнее всего, изначально использовалась как келейная. Иисус Христос изображён на ней в традиционной иконографии Пантократора с Евангелием в левой руке и с благословляющим жестом правой руки. Поясная фигура Иисуса изображена на красном фоне с белыми полями. Живопись иконы сильно пострадала. Открывший икону искусствовед А. И. Анисимов назвал её «интереснейшим памятником эпохи, переходной от домонгольского периода к стилю XIV века».